# 無声舌唇摩擦音
無声舌唇摩擦音（むせい ぜっしん まさつおん、英: Voiceless linguolabial fricative）は、一部の音声言語で使われる子音の一種である。この音を表わす国際音声記号は ⟨θ̼⟩ または ⟨ɸ̺⟩。

## 特徴
特徴:
- 調音方法は摩擦であり、これは調音の位置で狭窄された流路を通って空気が流れる（これによって乱流が生じる）ことで生み出されることを意味する。
- 調音部位は舌唇であり、これは上唇に対して舌を使って調音されることを意味する。
- 発声は無声であり、これは声帯の振動を伴わずに生み出されることを意味する。いくつかの言語では、声帯が積極的に分離しているため、常に無声である。他の言語では声帯が緩んでいるため、隣接する音の影響により有声化することがある。
- 口音であり、これは空気が口だけから抜けることができることを意味する。
- 気流機構は肺臓的であり、これは、ほとんどの音と同様に、肺と横隔膜だけで空気を押すことによって調音されることを意味する。

## 存在
| 言語       | 言語       | 単語 | IPA     | 意味               | 注記 |
| ---------- | ---------- | ---- | ------- | ------------------ | ---- |
| 大ナンバ語 | 大ナンバ語 |      | [ˈinɛθ̼] | '私はぜんそくです' |      |